# Sycyna Południowa
Sycyna Południowa (prononciation : [sɨˈt͡sɨna pɔwudˈɲɔva] ]) est un village polonais de la gmina de Zwoleń dans le powiat de Zwoleń de la voïvodie de Mazovie dans le centre-est de la Pologne.

## Histoire
La première mention de Sycyna (comme "Szyczyny") vient de 1191. 

Son premier propriétaire connu a été Nicolas (Nicolas) de Szycina (1418). En 1470, le village a été décrit par le chroniqueur Jan Długosz. À partir de 1525 Sycyna appartenait à la famille Kochanowski, après avoir été acheté par le szlachcic (noble) Piotr Kochanowski. 

Cinq ans plus tard, en 1530, le poète Jan Kochanowski est né à Sycyna.
Sycyna a été divisé en Sycyna Północna («Nord») et Sycyna Południowa («Sud») au cours du XXIe siècle.
De 1975 à 1998, le village appartenait administrativement à la voïvodie de Radom.

### Massacres durant laSeconde Guerre mondiale
Lors de l'invasion allemande de la Pologne en 1939, les forces allemandes ont assassiné le 10 septembre 1939 11 Polonais. Les victimes ont été enterrées dans des fosses communes.